# Montes do Kaiser
Os Montes do Kaiser, literariamente "Montes do Imperador" - Kaisergebirge em alemão - é um maciço montanhoso que faz parte dos Alpes Orientais-Norte na sua secção dos Alpes Calcários do Tirol e se encontra no Tirol, na Áustria. O ponto mais alto é o Ellmauer Halt com 2.344 m de altitude.

## Situação
A Norte ficam os Alpes de Chiemgau, a Leste os Montes de Stein, a Sul os Alpes de Kitzbuhel, a Oeste os Alpes de Brandenberg, e a Nordeste os Alpes de Mangfall.

## SOIUSA
A Subdivisão Orográfica Internacional Unificada do Sistema Alpino (SOIUSA), dividiu os Alpes em duas grandes partes:Alpes Ocidentais e Alpes Orientais, separados pela linha formada pelo  Rio Reno - Passo de Spluga - Lago de Como - Lago de Lecco.
Os Alpes de Lechtal, Montes de Lechquellen, Montes de Mieming e de Wetterstein, Montes de Karwendel, Alpes de Brandenberg, e Montes do Kaiser formam os Alpes calcários do Tirol.

### Classificação  SOIUSA
Segundo a SOIUSA este acidente geográfico é uma Sub-secção alpina  com as seguintes características
- Parte = Alpes Orientais
- Grande sector alpino = Alpes Orientais-Norte
- Secção alpina = Alpes calcários do Tirol
- Sub-secção alpina =  Montes do Kaiser
- Código = II/B-21.VI

## Imagens

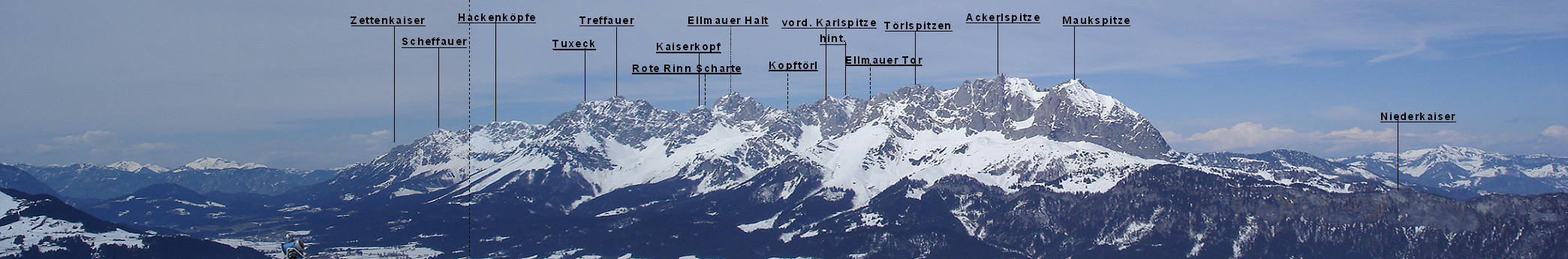
Panorama do Sul do Monto do Kaiser

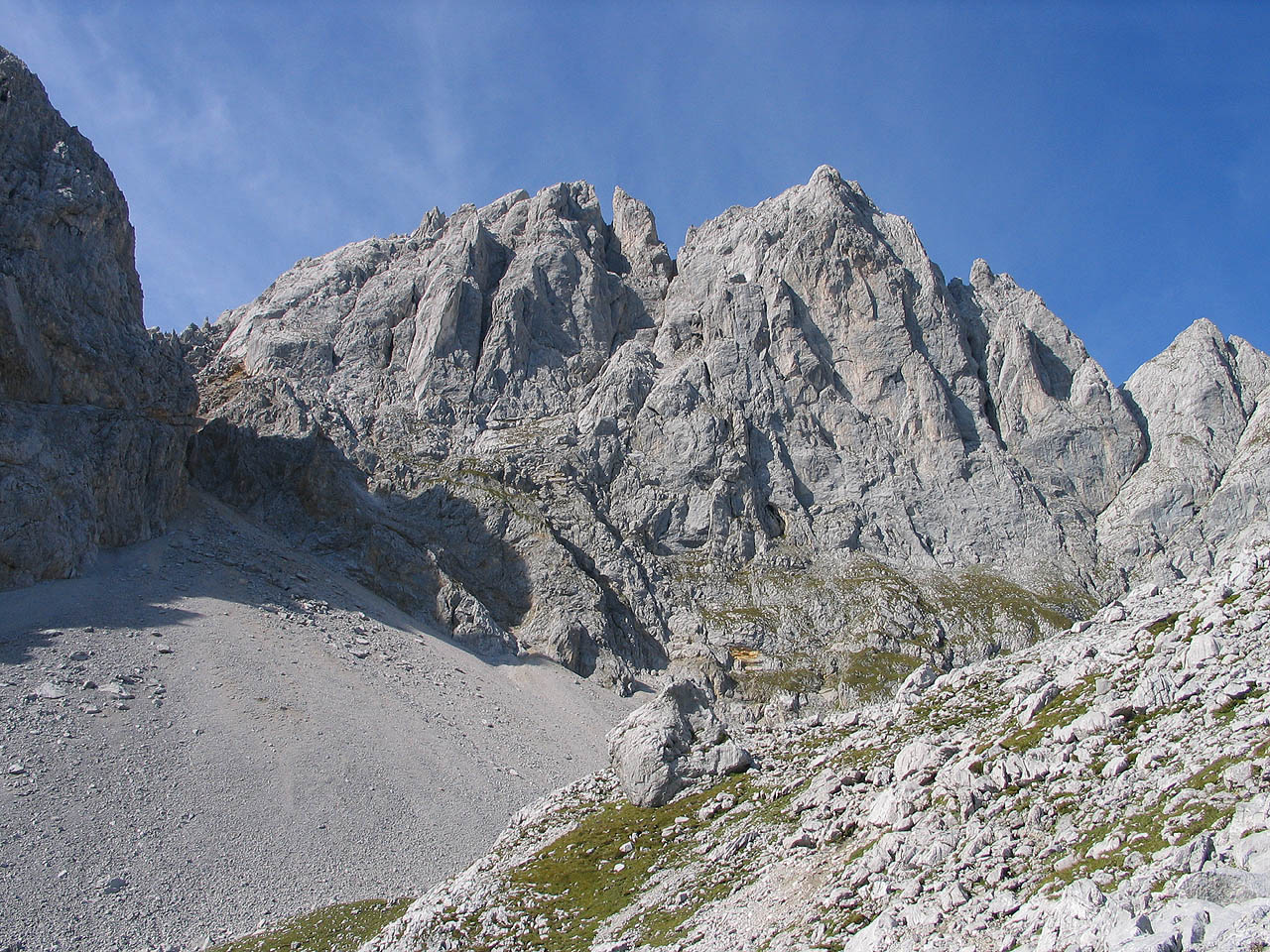
O Ellmauer Halt